# Oswald Überegger
Oswald Überegger (* 1971 in Sterzing) ist ein deutschsprachiger italienischer Historiker aus Südtirol.

## Leben
Nach dem Abitur in Sterzing studierte Überegger an der Leopold-Franzens-Universität in Innsbruck Geschichts- und Politikwissenschaften. Seine 1996 angenommene Diplomarbeit untersuchte die Gemeinde Freienfeld zur Zeit des Faschismus. An derselben Hochschule erlangte er mit der 2005 eingereichten Dissertation über die Tiroler Militärjustiz im Ersten Weltkrieg seine Promotion. An seiner Alma Mater übernahm Überegger auch zahlreiche Lehraufträge. Er ist langjähriges Mitglied der Bozner Arbeitsgruppe Geschichte und Region/Storia e regione. Von 2010 bis 2013 war er Research Fellow am Institut für Geschichte der Universität Hildesheim und betreute dort das DFG-Forschungsprojekt „Militärische Normübertretungen und Kriegsführung. Kriegsgräuel der Mittelmächte im Ersten Weltkrieg“. Von 2013 bis 2025 leitete Überegger das Zentrum für Regionalgeschichte.
Übereggers Forschungsschwerpunkte sind Sozial-, Mentalitäts- und Kulturgeschichte des Ersten Weltkriegs, „Neue“ Militärgeschichte, historische Friedens- und Konfliktforschung, Gewalt- und Genozidgeschichte, Historische Erinnerungskulturen, österreichische und italienische Geschichte des 19. und 20. Jahrhunderts und Moderne Regionalgeschichte (insbesondere des Alpenraums).

## Schriften
- Im Schatten des Krieges: Geschichte Tirols 1918–1920. Ferdinand Schönigh: Paderborn 2019. ISBN 978-3-506702562
- mit Nicola Labanca (Hrsg.): Krieg in den Alpen. Österreich-Ungarn und Italien im Ersten Weltkrieg (1914–1918). Böhlau Verlag, Wien 2015. ISBN 9783205794721
- (mit Christa Hämmerle und Birgitta Bader-Zaar) Gender and the First World War. Palgrave Macmillan: Basingstoke Hampshire, 2014. ISBN 978-1-137-30220-5
- (mit Hermann J. W. Kuprian) Katastrophenjahre. Der Erste Weltkrieg und Tirol. Innsbruck 2014.
- (mit Hermann J. W. Kuprian) Der Erste Weltkrieg im Alpenraum. Erfahrung, Deutung, Erinnerung – La Grande Guerra nell’arco alpino. Esperienze e memoria (= Veröffentlichungen des Südtiroler Landesarchivs/Pubblicazioni dell’Archivio provinciale di Bolzano. Bd. 23). Innsbruck 2006.
- Heimatfronten. Dokumente zur Erfahrungsgeschichte der Tiroler Kriegsgesellschaft im Ersten Weltkrieg, 2 Bde. (= Tirol und der Erste Weltkrieg. Politik, Wirtschaft und Gesellschaft. Bd. 6/1–2). Innsbruck 2006.
- L’altra guerra. La giurisdizione militare in Tirolo durante la prima guerra mondiale (= Collana di monografie edita dalla Società di studi trentini di scienze storiche. Bd. 65). Trento 2004.
- Zwischen Nation und Region. Weltkriegsforschung im interregionalen Vergleich. Ergebnisse und Perspektiven (= Tirol und der Erste Weltkrieg. Politik, Wirtschaft und Gesellschaft. Bd. 4). Innsbruck 2004.
- Der andere Krieg. Die Tiroler Militärgerichtsbarkeit im Ersten Weltkrieg (= Tirol und der Erste Weltkrieg. Politik, Wirtschaft und Gesellschaft. Bd. 3). Innsbruck 2002.
- Freienfeld unterm Liktorenbündel. Eine Fallstudie zur Geschichte der Südtiroler Gemeinden unter dem italienischen Faschismus. Innsbruck 1996.